# كليف بينينغتون
كليف بينينغتون هو لاعب هوكي الجليد كندي، ولد في 18 أبريل 1940 في وينيبيغ في كندا.

## وصلات خارجية
- كليف بينينغتون على موقع دوري الهوكي الوطني (الإنجليزية)
- كليف بينينغتون على موقع قاعة مشاهير الهوكي (لاعب أن.إتش.أل) (الإنجليزية)
- كليف بينينغتون على موقع EliteProspects.com (الإنجليزية)
- كليف بينينغتون على موقع HockeyDB.com (الإنجليزية)
- كليف بينينغتون على موقع Hockey-Reference.com (الإنجليزية)
- كليف بينينغتون على موقع أوليمبيديا (الإنجليزية)